# Hypochariessa ochrophara
Hypochariessa ochrophara är en fjärilsart som beskrevs av Turner 1919. Hypochariessa ochrophara ingår i släktet Hypochariessa och familjen mätare. Inga underarter finns listade i Catalogue of Life.